# Lucia Schanbacher

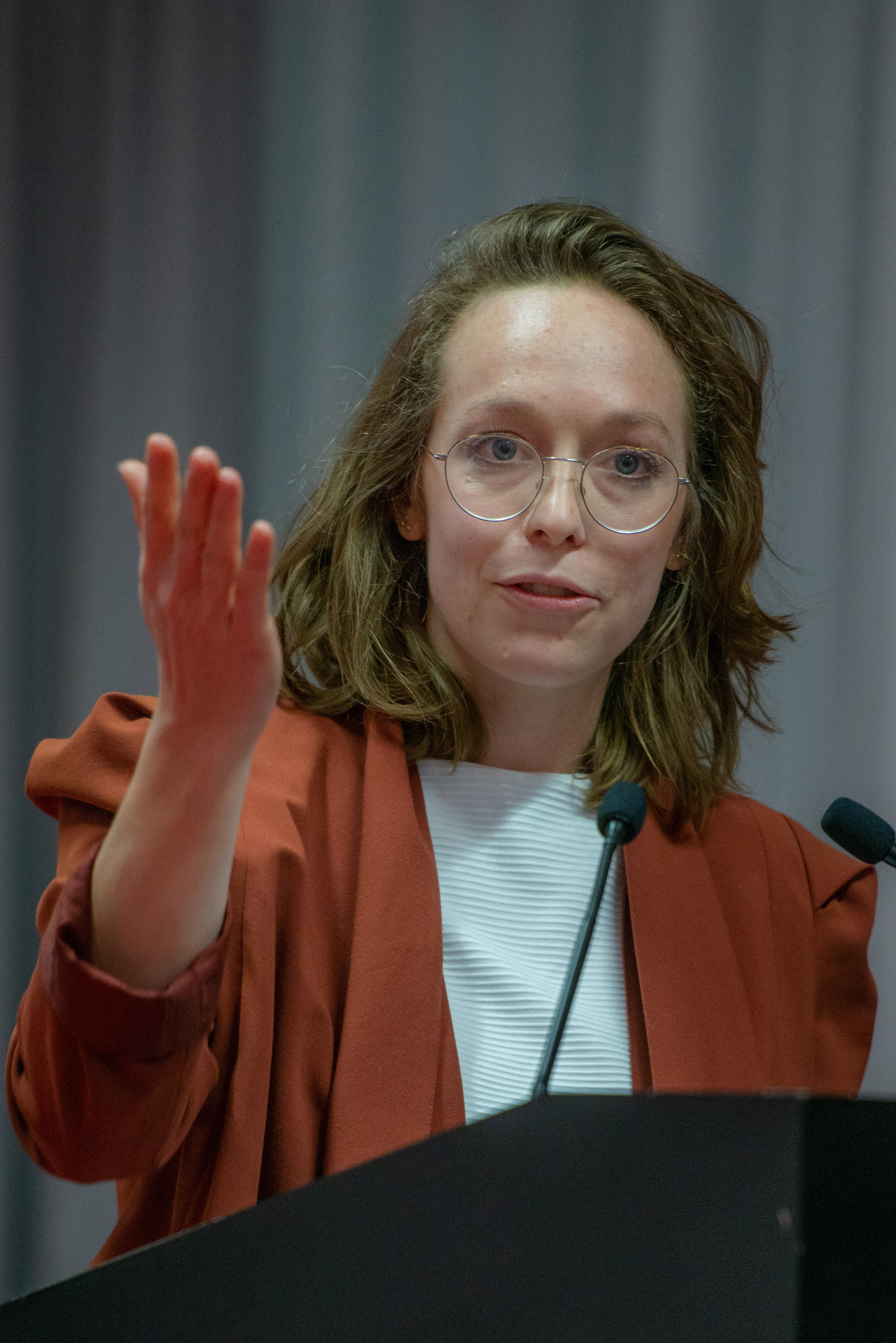
Lucia Schanbacher (2018)

Anna Lucia „Lucy“ Schanbacher (* 12. November 1989 in Göppingen) ist eine deutsche Politikerin (SPD). Sie war von Januar bis März 2025 Mitglied des Deutschen Bundestages.

## Leben
Lucia Schanbacher wuchs in Adelberg auf. Nach ihrem Abitur am Burg-Gymnasium Schorndorf nahm sie 2009 an der Universität Hohenheim ein Bachelorstudium der Kommunikationswissenschaft mit Schwerpunkt Politische Kommunikation und Public Relations auf. Sie war dort ab 2011 stellvertretende Vorsitzende des Allgemeinen Studierendenausschusses. Ihr Masterstudium absolvierte Schanbacher in den Jahren 2013 bis 2015 an der Universität Konstanz und an der Universität Pompeu Fabra. Sie erlangte einen European Master in Government (Doppelabschluss).  
Nach dem Studium arbeitete Schanbacher zunächst als wissenschaftliche Mitarbeiterin bei den Bundestagsabgeordneten Martin Rosemann und Katja Mast. Von 2017 bis 2024 war sie als wissenschaftliche Mitarbeiterin für den Landtagsabgeordneten Boris Weirauch tätig.
Schanbacher lebt mit ihrem Lebenspartner und dem gemeinsamen Sohn in Stuttgart.

## Politik
Schanbacher ist Mitglied der SPD. Seit 2019 ist sie Stadträtin im Stuttgarter Gemeinderat. Seit 2022 ist sie Mitglied des Landesvorstands der SPD Baden-Württemberg.
Bei der Bundestagswahl 2021 trat Schanbacher im Bundestagswahlkreis Stuttgart I sowie auf Platz 23 der SPD-Landesliste an, verpasste jedoch zunächst den Einzug in den Bundestag. Sie rückte am 1. Januar 2025 für Takis Mehmet Ali in den Bundestag nach und hielt am 13. März 2025 ihre erste und letzte Bundestagsrede.
Bei der Bundestagswahl 2025 trat Schanbacher auf Platz 15 der SPD-Landesliste und erneut im Wahlkreis Stuttgart I an, aufgrund der SPD-Verluste kamen allerdings nur die Plätze bis 13 zum Zug. Sie schied somit mit der konstituierenden Sitzung des 21. Bundestages am 25. März 2025 wieder aus dem Bundestag aus.